# カリスタ・ロイ
カリスタ・ロイ(Sister Callista Roy、CSJ、1939年10月14日 - )は、アメリカの修道女、看護理論家、教授、著述家である。彼女は看護の適応モデルを作成したことで知られている。ロイは2007年のリビングレジェンドにアメリカ看護アカデミーから推挙された。

## 教育
ロイは、1963年にロサンゼルスのマウントセントメアリーズ大学で看護学の学士号を取得し、1966年にカリフォルニア大学ロサンゼルス校（UCLA）で看護学の修士号を取得した。その後、UCLAで社会学の修士号と博士号を取得している。彼女は、カリフォルニア大学サンフランシスコ校で神経科看護の博士研究員を務めた。彼女はまた、4つの名誉博士号を授与されている
。

## 経歴
ロイは、ボストン大学のコネル看護学部の教授および看護理論家である。1991年に、彼女はボストン看護学会の適応研究部門（BBARNS）を新設した。これは後にロイ適応研究協会(Roy Adaptation Association)と改名された。彼女は全米および他の30以上の国で講義を行ってきた。現在、彼女は軽度の頭部外傷からの回復における一般人の研究パートナーの役割を研究している
。
彼女はカロンデレットの聖ヨゼフ会(カロンドレテ聖ヨセフの姉妹)に属している。

## ロイの適応モデル
詳細は、ロイの看護の適応モデルを参照のこと。

ロイは彼女の卒業研究中に、指導教員のドロシー・ジョンソンに看護の概念モデルを書くことを強いられた。ロイの適応モデルは、1970年に雑誌"Nursing Outlook"で初めて公開された。このモデルでは、人間（個人またはグループとして）は全体的で(holistic)適応的なシステムでとなっている。「環境」は、個人またはグループを囲む内部および外部の刺激から構成されている。「健康」は健全性を損なうことのない状態とみなされ、全体性(wholeness)につながっている。看護の「目標」は、全体的な健康をサポートする適応のモードを促進することである。
適応の4つのモード、すなわち：生理学-物理、自己概念グループアイデンティティ、役割機能、および相互依存は、整合性(integrity)を支えている。ロイのモデルを適用する際に、次の手順は従来の看護プロセスと統合するのに役に立つ。クライアントの行動の評価。刺激の評価; 看護診断; 目標の設定; 介入; および評価である。

## 栄誉と受賞
- 2006: ボストン大学特別教育賞[4]
- 2007: リビングレジェンド, アメリカ看護アカデミー[1]
- 2010: ：シグマシータタウの看護師研究者殿堂入り[2]
- 2011: メンター賞、シグマシータタウ協会[2]

## 著作
- Proposed: Nursing is a theoretical body of knowledge that prescribes analysis and action to care for an ill person.
- Roy, C. (2009). "Assessment and the Roy Adaptation Model", The Japanese Nursing Journal, 29(11), 5-7.
- Roy, C. (2008). "Adversity and theory: The broad picture", Nursing Science Quarterly, 21(2), 138-139.
- Whittemore, R. & Roy, C. (2002). "Adapting to Diabetes Mellitus: A Theory Synthesis", Nursing Science Quarterly, 15(4), 311-317.
- シスター・カリスタ・ロイ『ロイ看護論―適応モデル序説』メヂカルフレンド社　1981年
- シスター・カリスタ・ロイ『ロイ適応看護モデル序説』へるす出版　1998年
- シスター・カリスタ・ロイ、 ヘザー・A. アンドリュース『ザ・ロイ適応看護モデル』医学書院　2002年